# Obnovljeni Život
Obnovljeni Život je hrvatski tromjesečni znanstveni časopis za filozofiju i religijske znanosti.
Sjedište mu je u Zagrebu na Jordanovcu 110.
Izdaje ga zagrebački Filozofsko teološki institut Družbe Isusove s Filozofskog fakulteta Družbe Isusove.
Izlazi od 1919. godine. Prvotno je izlazio pod imenom Život, koje je nosio do 1945., do završetka drugog svjetskog rata, nakon čega je prestao izlaziti. Prvo je izašao u Sarajevu, no izlaženje mu je sljedeće školske godine prebačeno u Zagreb. Utemeljio ga je uz svoju redovničku subraću Miroslav Vanino, predavač na Vrhbosanskoj bogoslovnoj školi, a u ime Katoličkog sjemeništa, jer se tih godina hrvatsku mladež odgajalo u scijentističkom duhu koji je onda bio protuvjerski. Suradnike je molio neka pišu o temama kao što je biblijska kozmogonija u svjetlu znanosti, Svetom Pismu, antiklerikalizmu, transformizmu, položaju čovjeka u svemiru, odnosu prirodoznanstva i vjere. Pri tome je list zadržao apologetski duh.
Drugi urednik je bio Ante Alfirević. Njegovo shvaćanje apologije bilo je da list treba pisati i o pozitivnom prikazivanju katoličke istine i katoličkog života. List je uskoro dobio rubriku o hrvatskim knjigama u kojima su razvrstavane novoizdane knjige na dobre, dvojbene i loše te rubriku Fiat lux koja se je pokazala nositeljem apologetike u hrvatskom kulturnom i javnom životu.
Treći je urednik bio Karlo Grimm. Za njegova urednikovanja prevladale su psihološke, sociološke i filozofske teme i kritička pisanja o SSSR-u.
Četvrti je urednik bio Stjepan Tomislav Poglajen. Život je nastavio u istom duhu, a bavio se više i socijalnim problemima "za izgradnju Krista u srcima, u domovima i u društvenom poretku Hrvatske". Život za njegova urednikovanja nije stajao po strani što se tiče komunizma i nacionalsocijalizma, nego se je osvrtao i na njih. Zbog teksta Dokumenti govore, vlasti su zaplijenile br.9-10 od 1938. godine da se ne bi zamjerili Hitleru, jer su ga dokumenti koje je Život objavio kompromitirali.
Peti je urednik bio Ivan Kozelj, s kojim je list ušao u ratne godine. Bivši je urednik Stjepan Poglajen morao pobjeći i živjeti skriveno, jer se zamjerio Hitleru.
Šesti je urednik bio Franjo Krautzer s kojim se je dočekalo kraj rata i nove vlasti. 1945. s novim komunističkim vlastima dolazi obračun s Katoličkom Crkvom te list prestaje izlaziti. Bivši urednik Grimm je bio među onima koji su očekivali probleme od novog režima, koji se je tijekom rata, pred kraj i u poraću obračunao s brojnim klericima.
Časopisu se obnovilo izlaženje 1971. Uvodno surječje svega je bila liberalizacija režima 2. polovici 1960-ih nakon pada Rankovića, Koncilska reforma 1965., hrvatsko proljeće. List je dobio nešto promijenjeno ime - Obnovljeni Život. Od onda su ga uređivali Rudolf Koprek, Vatroslav Halambek, Tonči Trstenjak i Ivan Koprek.
List nastoji u svojim člancima neka se uspostavi dijalog filozofije i bogoslovlja s konkretnim stvarima i problemima današnjeg svijeta, stoga piše o obiteljskim problemima, tematici odgoja, povijesti, etici, teološka motrišta na psihološka, medicinska i sociološka pitanja te vrednovanje filozofskih i znanstvenih sutava.
Među poznatim suradnicima je veliki hrvatski mariolog o. isusovac Ante Katalinić, Stjepan Krizin Sakač, Ivan Merz, Lovre Katić, Dušan Žanko, Andrija Spiletak, Franjo Šanc, Vilim Keilbach, Živan Bezić, Vladimir Merčep i drugi. Redaktor i lektor u Obnovljenom životu nekoliko je godina bio Vladimir Lončarević.

## Vanjske poveznice
- Filozofsko teološki institut Družbe Isusove  Arhivirana inačica izvorne stranice od 18. kolovoza 2011. (Wayback Machine) Obnovljeni Život